# Albergue de mujeres
Albergue de mujeres es una película de Argentina en blanco y negro dirigida por Arturo S. Mom según su propio guion escrito en colaboración con Emilio Villalba Welsh, Alejandro Verbitsky y León Klimovsky sobre la obra Albergue de pobres, de Máximo Gorki que se estrenó el 16 de agosto de 1946 y que tuvo como protagonistas a Aída Alberti, Orestes Caviglia, Berta Moss y Horacio Priani.

## Sinopsis
Distintas historias que se suceden en un alojamiento para mujeres.

## Reparto
- Aída Alberti
- Orestes Caviglia
- Berta Moss
- Horacio Priani
- Golde Flami
- Milagros de la Vega
- Jorge Ruzo
- Lydia Quintana
- María Rosa Gallo
- Leticia Scury
- Margarita Burke
- Marino Seré
- Baby Correa

## Comentarios
La crónica de La Prensa dijo:

”Aciertos parciales... la dirección... no llega a impedir que en conjunto resulte una película inorgánica de relativo interés"

Por su parte Calki en El Mundo opinó:

”Hay una pintura de tipos desesperanzados que quiere ser realista, y un hálito espiritual, simbólico."